# Artur Petrosjan
Artur Petrosjan (armenisch Արթուր Պետրոսյան; englisch Artur Petrosyan; * 17. Dezember 1971 in Leninakan, Armenische SSR, Sowjetunion) ist ein ehemaliger armenischer Fußballspieler und ehemaliger Trainer der armenischen Fußballnationalmannschaft von 2016 bis 2018.
Petrosjan war mit 69 Spielen bis zum 18. März 2005 Rekordnationalspieler der armenischen Fußballnationalmannschaft und wurde dann von Sargis Howsepjan abgelöst. Er spielte im Mittelfeld. Seine Stationen waren der FC Schirak Gjumri, Maccabi Petach Tikwa, Lokomotive Nischni Nowgorod, Young Boys Bern 2001–2003 und FC Zürich. Sein größter Erfolg war der Meistertitel mit Zürich im letzten Jahr seiner Karriere (2005/06), allerdings konnte er in dieser Saison wegen einer langwierigen Knieverletzung kaum spielen. Seit Dezember 2012 arbeitet er als Trainer der U-21-Mannschaft des FC Zürich, nachdem er zuvor für die U-18-Mannschaft zuständig war.